# Pfrimers parkiet
Pfrimers parkiet (Pyrrhura pfrimeri) is een vogel uit de familie Psittacidae (papegaaien van Afrika en de Nieuwe Wereld). De vogel werd in 1920 beschreven door Alípio de Miranda-Ribeiro en vernoemd naar de Braziliaanse vogelkundige Rudolf Pfrimer (1885-1954). Het is een bedreigde, endemische vogelsoort in Brazilië.

## Kenmerken
De vogel is 23 cm lang. Deze parkiet is overwegend groen met op de borst veren die een lichtblauw schubbenpatroon vormen. De vleugels zijn gedeeltelijk blauw met een rode vlek op de schouder en de stuit, de staart en de buik zijn roodbruin gekleurd. De kruin en de nek zijn dofblauw en de vogel heeft een kastanjebruin "gezicht".

## Verspreiding en leefgebied
Deze soort is endemisch in het oostelijke deel van Centraal-Brazilië. Het leefgebied is droog bos zoals dat voorkomt in het Caatinga-landschap van Brazilië.

## Status
Pfrimers parkiet heeft een beperkt verspreidingsgebied en daardoor is de kans op uitsterven aanwezig. De grootte van de populatie werd in 2020 door BirdLife International geschat op 20.000-25.000 individuen en de populatie-aantallen nemen af door habitatverlies. Het leefgebied wordt aangetast door ontbossing waarbij natuurlijk bos wordt verbrand, gekapt en omgezet in begrazingsgebied. Om deze redenen staat deze soort als bedreigd op de Rode Lijst van de IUCN.